# Ryan Shay
Ryan Shay (ur. 4 maja 1979 w Ann Arbor, w stanie Michigan, zm. 3 listopada 2007 w Nowym Jorku) – amerykański maratończyk, mistrz USA w maratonie z 2003. 

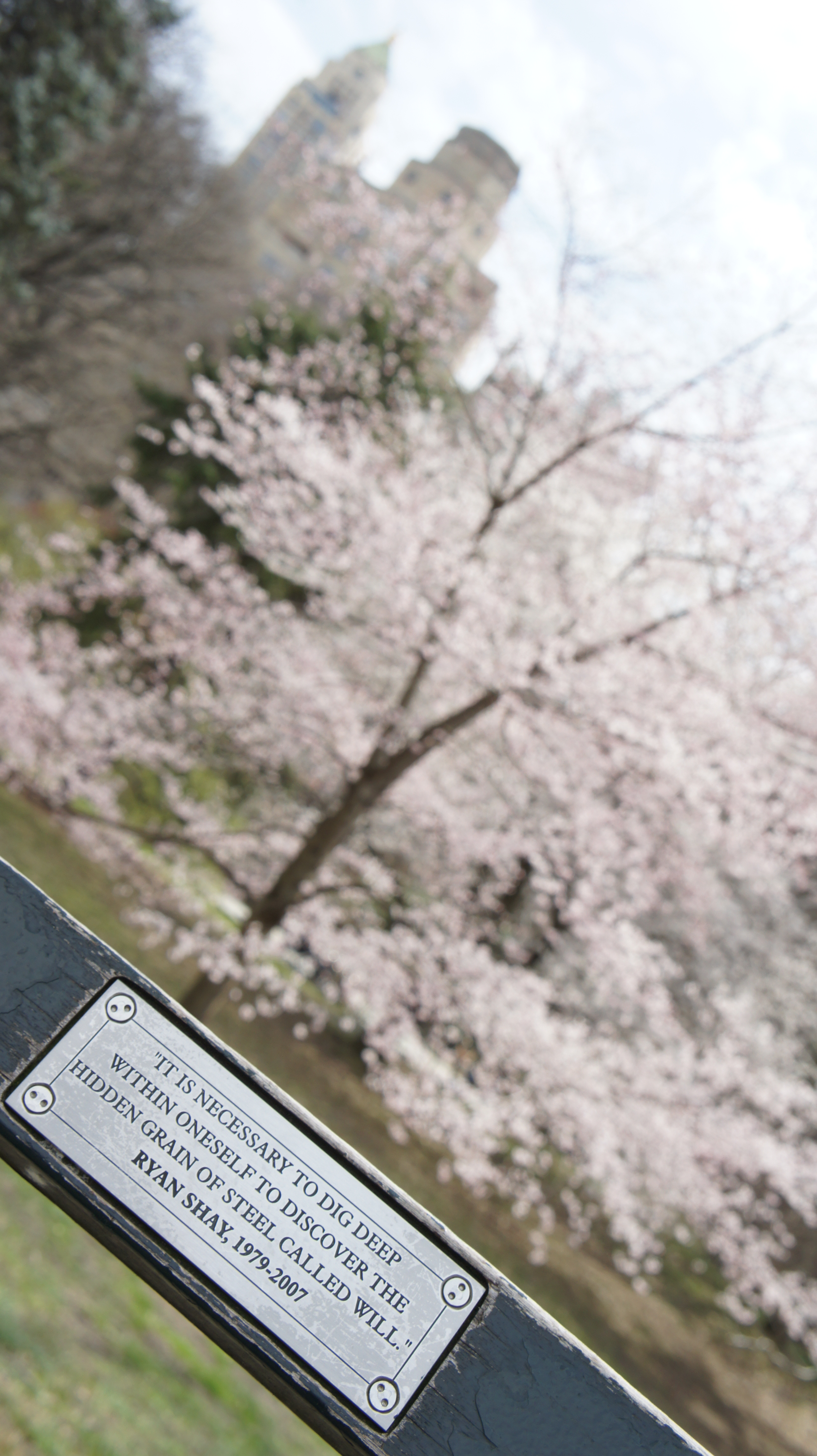

Był dwukrotnym triumfatorem półmaratonu oraz biegu na 20 km w 2004. W 2007, uzyskał brązowy medal w biegu na 25 km. Zmarł podczas Mistrzostw USA w maratonie w 2007, odbywających się w Nowym Jorku. Shay zasłabł w Central Parku na Manhattanie, po przebiegnięciu ok. 10 km. i zmarł w karetce.  